# Radi d'acció
El radi d'acció (en l'àmbit militar, radi de combat) és la distància màxima que pot recórrer una aeronau amb el seu propi combustible (és a dir, sense re-proveïment en vol) comprenent l'enlairament, el recorregut d'anada, l'execució d'una missió típica, el retorn a la seva base d'origen amb una reserva de carburant de seguretat i l'aterratge. El radi de combat d'una aeronau varia depenent de diversos factors com la disponibilitat de tancs externs de combustible, el perfil d'execució de la missió (o altitud de vol), la situació meteorològica o la càrrega de combat. D'aquesta manera:
- Una aeronau amb tancs externs tindrà un radi de combat molt més gran que una que no els porti. No obstant això, els tancs de combustible afegeixen pes i empitjoren l'aerodinàmica, el que influeix negativament, tot i que aquests poden ser ejectats una vegada consumits.
- El perfil d'execució de la missió fa referència a les diferents altituds a les quals vola l'aeronau depenent de la missió a executar. Cada tipus de motor té una altitud determinada on és més eficient, consumint menys combustible per a una mateixa distància. Si el perfil de la missió obliga a volar molt de temps a una altitud diferent a aquesta, el radi d'acció es veurà influït.
- La presència de vent de cua o de cara pot ampliar o escurçar respectivament el radi de combat.
- L'armament que porta cada aeronau varia depenent del tipus de missió. El pes i característiques aerodinàmiques d'aquest influeix en el radi de combat.

El radi de combat d'una aeronau no s'ha de confondre amb el seu abast màxim, paràmetre que indica la distància capaç de recórrer amb la màxima càrrega i sense tancs externs, o l'abast en  ferri , que indica la distància màxima possible sense armament i amb tancs de combustible.

## Exemple
En funció dels factors anteriorment indicats el radi de combat pot variar ostensiblement. Per exemple, un avió AV-8B Harrier II pot tenir els següents radis de combat:
| Perfil de la missió | Tancs externs | Armament extern | radi de combat   | radi de combat |
| ------------------- | ------------- | --------------- | ---------------- | -------------- |
| Hi-Lo-Lo-Hi         | Sí            | 6 x Mk-82 ES    | 460 nmi (852 km) |                |
| Hi-Lo-Lo-Hi         | No            | 6 x Mk-82 ES    | 314 nmi (582 km) |                |
| Lo-Lo-Lo            | Sí            | 6 x Mk-82 ES    | 294 nmi (544 km) |                |
| Lo-Lo-Lo            | No            | 6 x Mk-82 ES    | 202 nmi (374 km) |                |